# Dzietrzkowice
Dzietrzkowice – wieś w Polsce położona w województwie łódzkim, w powiecie wieruszowskim, w gminie Łubnice.

## Podział wsi
| SIMC    | Nazwa       | Rodzaj    |
| ------- | ----------- | --------- |
| 0203281 | Bernasiówka | część wsi |
| 0203298 | Raj         | część wsi |

## Historia
Miejscowość historycznie należy do ziemi wieluńskiej i istnieje co najmniej od XIII wieku. Pierwotnie związana była z Wielkopolską oraz ze Śląskiem. Pierwsza wzmianka pojawiła się w dokumentach zapisanych po łacinie w 1253 gdzie odnotowano ją jako „Lubnicz Theodrici” (pol. Łubnice Teodoryka, czyli Dzietrzyka), w 1273 „villa Theodrici” (pol. wieś Teodoryka), a w 1397 „Dzierzchowice, Dzietrzichowicze” .
Wieś została odnotowana w historycznych dokumentach prawnych i podatkowych. Była początkowo wsią duchowną, własnością klasztoru cysterek w Ołoboku. W 1253 nadano ją jako uposażenie tego klasztoru. W 1238 księżna Wiola, żona Kazimierza I opolskiego nadała Łubnicom prawo średzkie (łac. „ad omnia iura rusticorum”), które w 1239 potwierdził Mieszko opolski. W 1356 wieś otrzymała 10 lat wolnizny. W 1397 królowa polska Jadwiga Andegaweńska zwróciła klasztorowi ołobockiemu młyn w Dzietrzkowicach zabrany mu przez Władysława Opolczyka. Od 1459 miejscowość wymieniana jako siedziba parafii Dzietrzkowice .
W 1511 leżała w powiecie wieluńskim i miała 13 łanów. W 1518 liczyła 24 łany. W 1520 odnotowano 2 łany plebana, a także 3 zagrodników. W 1541 źródła odnotowują sprzedaż młyna zwanego Mykwiesz przez Tomasza Bezulę na rzecz Wojciecha Łukasika. Młyn ten ponownie wzmiankowany w 1583. W 1552 była wsią klasztorną i gospodarowało w niej 33 kmieci, 8 łanów należało do sołtysa lub była wolna. We wsi stała także karczma oraz młyn. W 1553 miejscowość liczyła 17 łanów kmiecych, 8 łanów sołtysich oraz wolnych .
Wieś położona była w końcu XVI wieku w powiecie wieluńskim ziemi wieluńskiej należącej do województwa sieradzkiego w Rzeczypospolitej Obojga Narodów.
W okresie międzywojennym stacjonował w miejscowości komisariat Straży Granicznej, oraz placówka SG I linii Dzietrzkowice
Do 1953 roku istniała gmina Dzietrzkowice. W latach 1954–1972 wieś należała i była siedzibą władz gromady Dzietrzkowice. W latach 1975–1998 miejscowość należała administracyjnie do województwa kaliskiego.
Por. Dzietrzyk – imię męskie.